# Квартет Абагар
Квартет Абагар (на англ. Abagar Quartet) е вокална фолклорна формация от България. Създадена е през 2006 година в Шуменски университет "Епископ Константин Преславски" град Шумен, от хон.преподавател и диригент Сашка Ченкова-Петрова.
Формацията се състои от:
- Десислава Петрова (сопран)
- Стефка Будакова (мецосопран)
- София Генова- Митева (алт)
- Христина Вълчанова (контраалт)

## История и творчество
Квартетът изгражда свой стил, с който популяризира българското фолклорно-песенно изкуство в страната и чужбина. Репертоарът е разнообразен и включва, както акапелни изпълнения от чистия извор на българския фолклор, така и обработки от известни автори (Филип Кутев, Красимир Кюркчийски, Стефан Мутафчиев, Иван Вълев и др). За "Квартет Абагар" има написани и подарени над 10 партитури от изявени композитори.
Още при първия дебют на Национална фолклорна среща “Мост между поколенията” в град Търговище (04.11.2006), са забелязани и възторжено оценени от специалисти и фолклористи.Изтъкнатият музиколог Румяна Цинцарска, обръща внимание на „интонационната чистота на квартетния звук” и го определя като „изначален и близък до фолклорния първоизточник”.Спонтанно ги нарича с името “Абагар”. Настоява, че този “звук” и “визия” трябва да представят България на световната сцена.
Гост-солисти в състава са Диана Василева и Невяна Ганева от „Мистерията на българските гласове“; Анна Нацкова (Хор „Ваня Монева“, Квартет „Славей“); Екатерина Костадинова, Галина Замфирова, както и с професионалистите  музиканти - Милен Георгиев, Момчил Генов.      
Първият сопран на квартета при основаването до 2010 година е Калина Чолакова ( Kalina Radeva). 
Първият албум „На Добро" е записан и продуциран от "Радио Шумен" през 2009 година. Той е издаден във връзка със 75 годишнината на Българско Национално Радио. Същата година е издаден и DVD албум, сниман на емблематични културно-исторически места (Мадарски конник, Паметник „Създатели на българската държава“, Златната църква във Велики Преслав, и др).

### Реализирани  творчески проекти
С Трио „Пауни”, хоровете за славянско пеене “Славуй”, “Чубрица” и „Phonih Vokal” (Холандия); хор „Дунава“ от Сиатъл (САЩ); световно известният квартет “Gema 4” (КУБА), следват покани от световно известния състав "Mirabai Ceiba|Mirabai Ceiba", DJ Zafrir (Израел); Tenores di Bitti Mialinu Pira, Сардиния, обявен от ЮНЕСКО (2005) за "Шедьовър на устното и нематериално наследство"; училище Татеока и хоровете на град Мураяма (Япония), Воарон-  Франция. Музикантите Паоло Анджели и Джорджио Ли Калци от Италия; Алексис Гаудас (Гърция); професор по инструментално изкуство – Петър Сут от Полша; професор Джузепе дел Агата – Университета в Пиза. Хор "Бодра песен", Ансамбъл "Шумен"; "Арсмузика", Ансамбъл "Слънчев бряг"; Фолклорен ансамбъл "Българе"; Академичен танцов театър към Варненски свободен университет "Черноризец Храбър"...

### Участия в чужбина
- Международен фестивал в Моншанин, Франция (2007);

- The Porifest, Пори, Финландия (2008),

- "Isole che Parlano", Сардиния, Италия (2010)

- ChamoISic Festival, Chamois, Valle d'Aosta, Италия (2011)

- Фестивал на науката в университета Kazimierz Wielki, Бидгошч и творчески уроци с проф. PH. D. Piotr Sutt, Полша (2012)

- Международен фолклорен фестивал Voiron-Chartreuse, Bourg-Saint-Maurice, Rhone-Alpes и Montseveroux, France (2013 )

- Самостоятелен концерт в Acapella Festival в Castle Garden Bazaar в Будапеща, Унгария (2016)

- Специален концерт в Пралибро в Прали с професор Джузепе дел'Агата (Университет в Пиза) и Фестивал Пиедикавало, Италия (2017)

- Съвместни изпълнения със световноизвестното етно-дуо Mirabai Ceiba (2016, 2017)

- Концерти в Ходогая и Мураяма, Япония (2018)

- River Party в Несторио, Кастория, Гърция (2022 г.)

- Международен фолклорен фестивал Voiron-Chartreuse (Воарон, Франция ( 2023г.)
- Концерт в Centre Artesà Tradicionarius в Барселона, по покана на музикалната група El Pony Pisador , Испания  и концерт в Escuela Bulgara Barcelona – Българско неделно училище „Св. св. Кирил и Методий“ ( 2023 г.);
- Участие в промоция на албум на Alexis Goudas в  Olympion House в Кастория Σήμερα Τετάρτη 27/12                                            Σήμερα Τετάρτη 27/12 θα έχουμε τη χαρά και την τιμή να απολάυσουμε live τον Alexis Goudas / Αλέξης Γούδας, με συνοδεία έξι μουσικών, στη σκηνή του ΟΛΥΜΠΙΟΝ! Θα μας παρουσιάσει τραγούδια από το καινούριο του άλμπουμ Τσιγγανογραφία (ams2023 ), από τη Μεγάλη Αγκαλιά (ams2016) καθώς και διασκευές αγαπημένων δημιουργών. Special Guests : Abagar Quartet / Квартет Абагар

Любопитни моменти:
- Песента "Ой, мори кавале" (обр. Стефан Мутафчиев) в изпълнение на "Квартет Абагар" има над 1 000 000 гледания в международната платформа YouTube.

- С "Квартет Абагар" започва Енциклопедията на гр. Шумен.

- През 2008 г. пее в Консерваторията в Пори, Финландия по покана на българския диригент Огнян Василев, който от години ръководи певчески състави във Финландия и операта в Пори. Носител е на Наградата на Финландия за Диригент на годината (2011).

- Квартетът е носител на два златни медала от Международния младежки фестивал-конкурс “Фолклор без граници” – Албена, 2008 г. През 2009 г. печели трето злато на същия престижен форум. За тази дейност получава наградата на Шуменския университет за постижения на студенти през  2009 г.

- През 2010 г. изнася самостоятелен концерт в катедралната църква на град Палау, на италианския остров Сардиния. Това представление е част от програмата на Международния фестивал „Изоле ке Парлано”. Изявите на този форум са включени и в празничната коледна програма на радио Rai-3.

- На следващата година (2011г.) са поканени да участват във Втория международен етнофестивал, съвременна и джаз музика „Chamoisic” 2011" в Северна Италия, а една от песните им – „Ой, мори кавале”, e включена в диска с най-добрите изпълнения на форума.

- Концерт на тържествата  „360 г. от издаването на АБАГАР – първата печатна книга на новобългарски” 1651 г.от Епископ Филип Станиславов, честване в родното му място - с. Ореш, Великотърновска област

- През 2019 година, по покана на Симфониета - Враца с диригент Христо Павлов, участва в мащабния проект "Музика в пещерата", където изнася самостоятелен а капелен концерт.

- През 2021 година печелят първа награда във Венеция на международния арт фестивал „Орфей в Италия“.

- 2023 г. "Квартет Абагар" записва музика за две български реклами. За едната от тях квартета получава и номинация в категория Sound Design & Use of Music („Музика и саунд дизайн“) на наградите Design and Art Direction (D&AD)

- Абагар бе сред избраните да открият 40 Юбилейно издание на Фестивала на световните култури във Voiron, Франция.

- През 2019 г. песен на "Квартет Абагар" е включена в учебник по Музика за 4 клас на издателство „Анубис“.

- За периода 2010-2023 г. поканите им за предоставяне на семпли на "Квартет Абагар" за world music -проекти са над 30, включително и за световния музикален гигант ARMADA MUSIC и нейният основател Armin van Buuren.

В момента "Квартет Абагар" работи по реализирането на втория си албум.